# Ниднуша
Ниднуша — правитель (шакканаккум) Дера, правил в конце XXI — начале XX веков до н. э.
Воспользовавшись разрухой в Шумере, Ниднуша отложился от царя Ура Ибби-Суэна и стал независимо править в Дере. Он не принял никаких царских титулов, только объявив своим единственным царём божество города Дера Иштарана, а сам сохранил за собой титул шаганы, придав ему аккадское звучание — шакканаккум. Однако он уже ставил перед своим именем детерминатив, использующийся для обозначения бога.
| Предшественник — | царь Дера кон. XXI — нач. XX вв. до н. э. | Преемник Ануммуттаббиль |